# جشنواره بین‌المللی فیلم مانهایم-هایدلبرگ

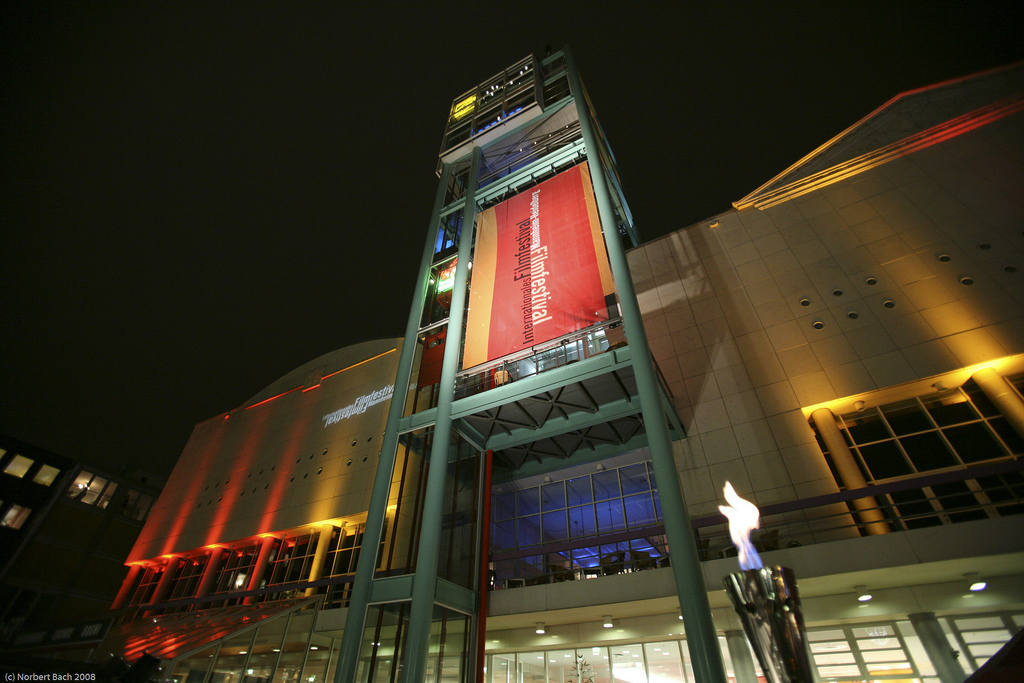

جشنواره بین‌المللی فیلم مانهایم-هایدلبرگ (به آلمانی: Internationales Filmfestival Mannheim-Heidelberg) یک جشنواره فیلم است که هرساله به‌طور مشترک در شهرهای مانهایم و هایدلبرگ در ایالت بادن-وورتمبرگ آلمان برگزار می‌شود. این جشنواره در سال ۱۹۵۲ پایه‌گذاری شد. جشنواره مانهایم-هایدلبرگ پس از برلیناله دومین جشنواره مهم آلمان است.
مراسم افتتاحیه جشنواره هرسال در هایدلبرگ برگزار می‌شود. با توجه به‌اینکه هایدلبرگ شهری دانشجویی است، بیشتر تماشاگران جشنواره را جوانان دانشجو تشکیل می‌دهند.